# Lógica de control
En programación, la lógica de control es el conjunto de operaciones lógicas y estructuras de control que determinan el orden de ejecución de las instrucciones de un programa. 
En el paradigma MVC Modelo Vista Controlador los datos, la interfaz de usuario y la lógica de control son los tres niveles en los que descompone una aplicación. 
Así, en una aplicación web con hojas dinámicas que consultan una base de datos y la muestran mediante un navegador, la interfaz de usuario es el código HTML de representación de la página, y se corresponde con la Vista. Los datos existentes en una base de datos se corresponden con el Modelo, y la lógica de control es el conjunto de instrucciones que deben ejecutarse para acceder a los datos buscados. La lógica de control puede estar escrita en diferentes lenguajes y ejecutar tanto en el cliente como en servidor o en ambos a la vez. En el paradigma MVC la lógica de control se corresponde con el Controlador.
- Datos: Q843479